# Reales Cofradías Fusionadas

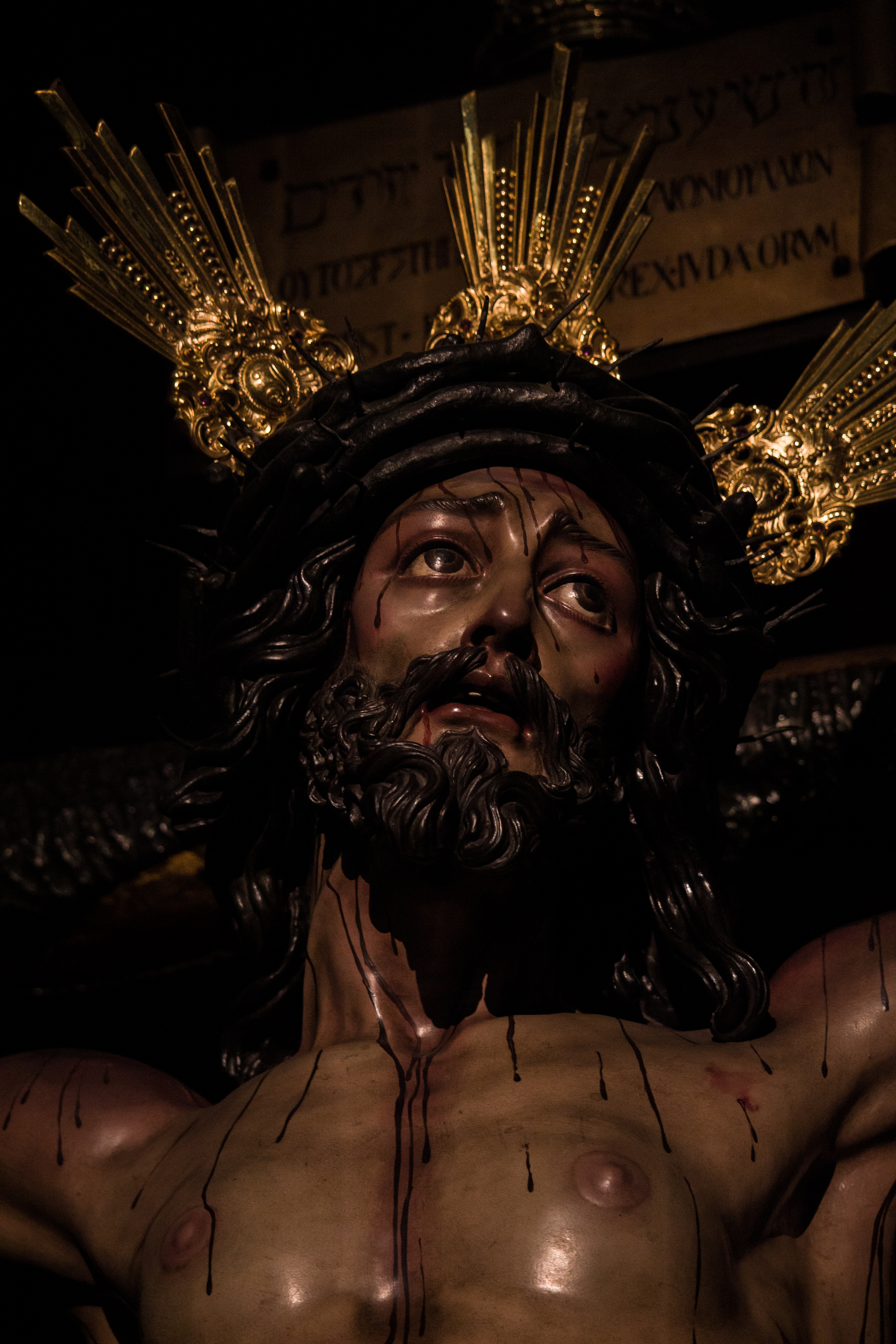
exaltacionmalaga

Las Reales Cofradías Fusionadas, cuyo nombre oficial y completo es Hermandad Sacramental y Reales Cofradías Fusionadas de Jesús de Azotes y Columna, Stmo. Cristo de la Exaltación, Stmo. Cristo de Ánimas de Ciegos, María Santísima de Lágrimas y Favores, Ilustre Archicofradía de la Santa Vera+Cruz y Sangre, Ntra. Sra. del Mayor Dolor, Reina de los Ángeles, y San Juan Evangelista. Primitiva de la Ciudad, es una cofradía malagueña, miembro de la Agrupación de Cofradías, que participa en la Semana Santa de Málaga. Sus tronos salen a las calles de Málaga a procesionar el Domingo de Ramos, Miércoles Santo y Jueves Santo.

## Historia
Las Reales Cofradías Fusionadas son el resultado de la fusión de cuatro hermandades:
- Archicofradía de la Santa Vera+Cruz (fundada en 1505)

No es fácil determinar el año concreto de su fundación, pero en un Libro de Actas de la Hermandad se hace referencia a las primitivas constituciones fechadas en 1505. La archicofradía, estuvo establecida en el Hospital de Santa Ana, dio vida a numerosas filiales, entre las que figuran la del Santo Cristo Crucificado de la Vera+Cruz  —que poseía una imagen dolorosa de Nuestra Señora—, la de San Juan Evangelista, Santo Sudario y Esclavitud Dolorosa, junto con la Matriz, en el convento San Luis el Real. Todas ellas fueron constituidas entre 1634 y 1647. Con la exclaustración se trasladan al convento de la Concepción, y de ahí a la iglesia de San Juan Bautista, donde radica hoy día, excepto la Esclavitud Dolorosa de Nuestra Señora, que pasó por varios templos hasta establecerse en la iglesia del Santo Cristo de la Salud, donde hoy día recibe veneración. Esta Hermandad  fue la primera de Málaga, junto con la de la Pura y Limpia Concepción, en realizar el voto concepcionista, en 1654. 
- Cofradía de Jesús de Azotes y Columna (fundada en 1730)

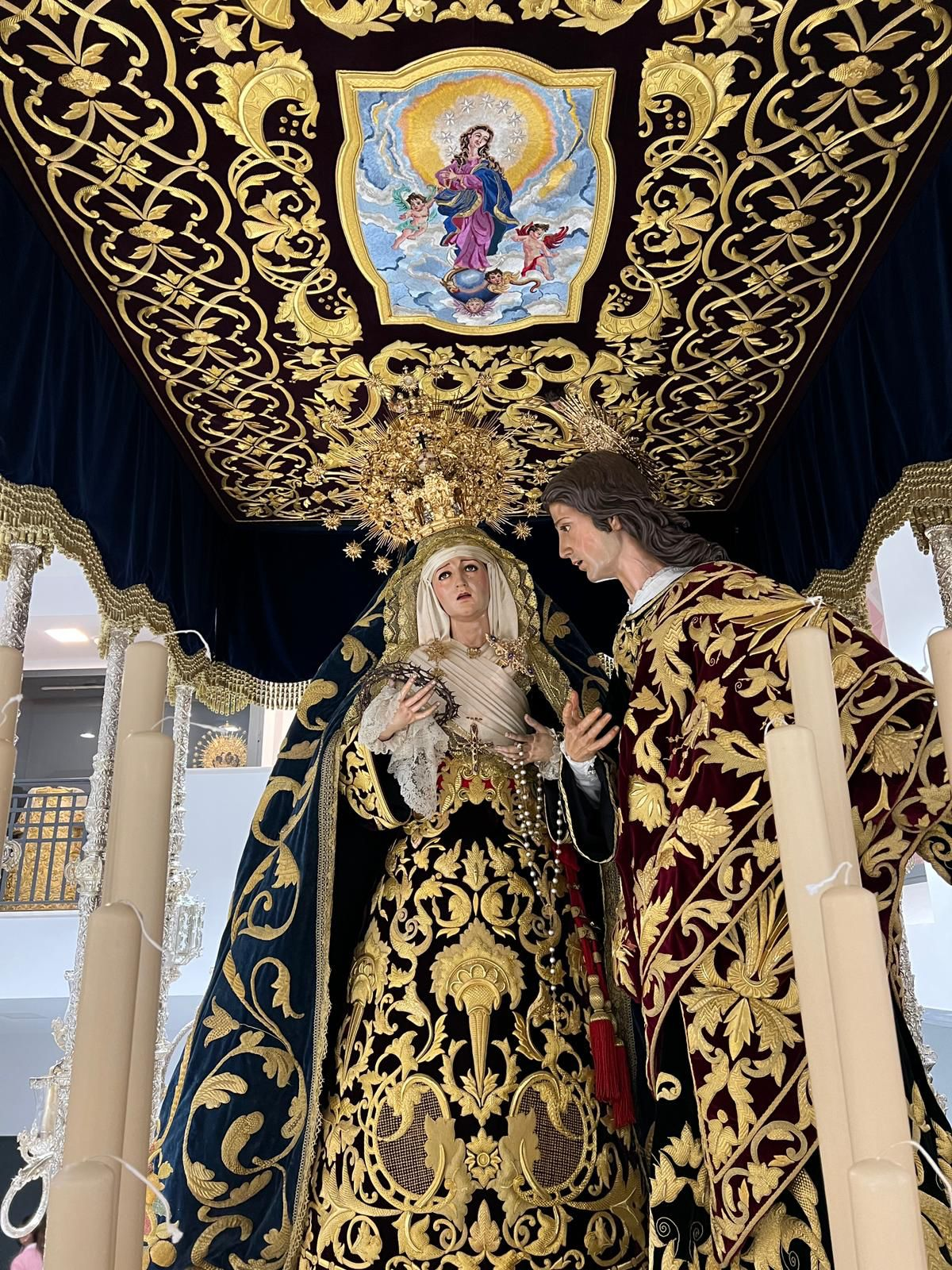
Virgen del Mayor Dolor

Esta cofradía se estableció en el convento de San Luis el Real, datando sus primeros Estatutos como Cofradía de Pasión desde el 3 de mayo de 1730, aunque desde 1646 existiera como Hermandad de Culto y Entierro, pero denominándose “De la Columna”; el llamarse “Azotes” fue debido a la existencia de otra hermandad con idéntica denominación en la parroquia de San Juan. Desconocemos la fecha en que esta Hermandad se trasladó a San Juan, que probablemente coincidió con el cambio de denominación, que se efectuó en 1833, pero se sabe que ya en 1867 residía en dicha iglesia. En la bendición de la sagrada imagen actuó como padrino la Cofradía de Jesús el Pobre, concurriendo a ella el cabildo catedralicio.
El trono procesional lo componen cinco figuras: Jesús de Azotes y Columna, dos soldados romanos flagelantes y otros dos contemplando la escena. Esta cofradía se fusionó con la de Ánimas de Ciegos y con la Santa Vera+Cruz en 1891 y desde el 19 de junio de 1997 recibe culto en la que fuera capilla de Nuestro Padre Jesús de la Puente del Cedrón.

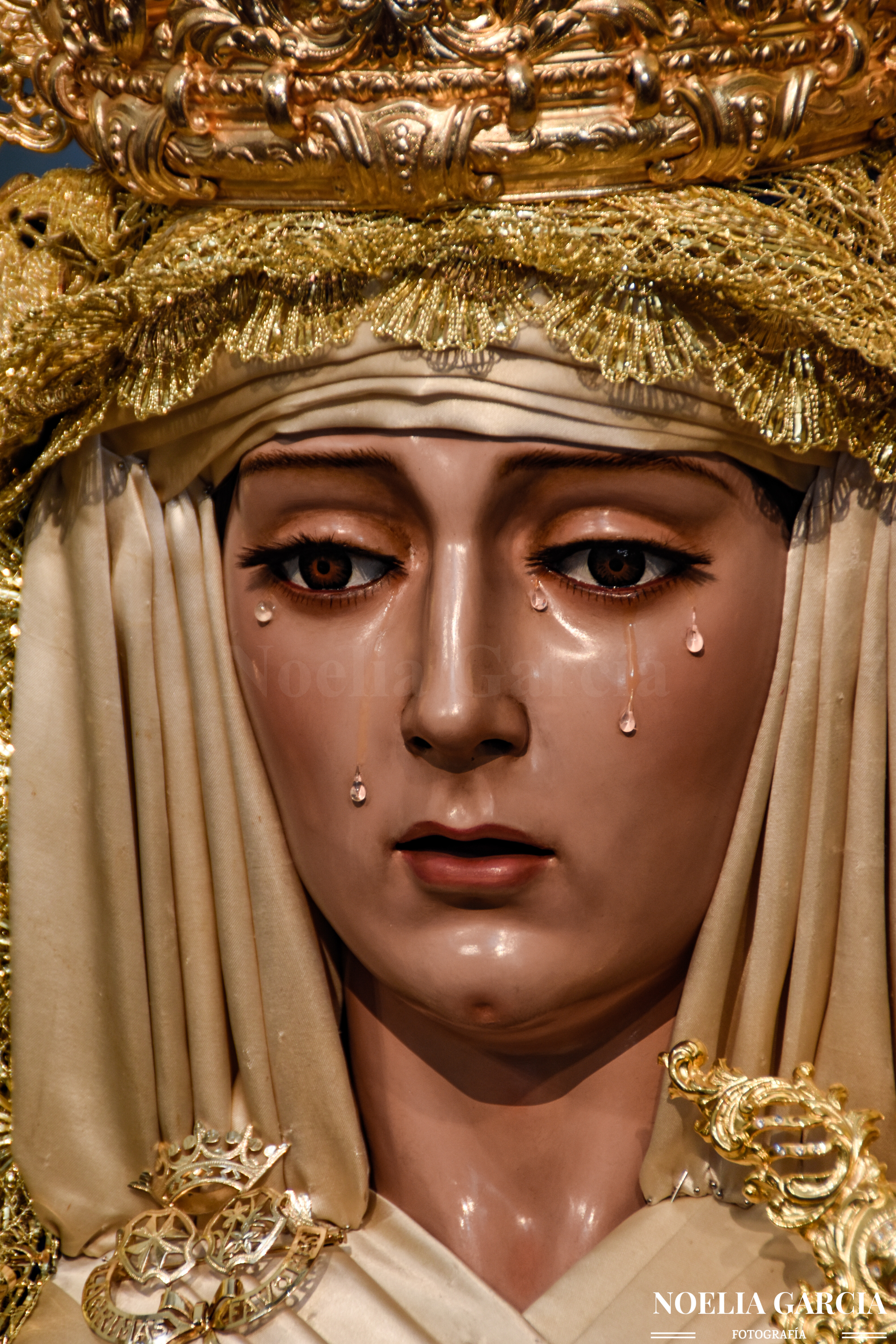
Virgen de Lágrimas y Favores.

- Cofradía de Ánimas de Ciegos (fundada a mediados del siglo XVI)

El historial de esta cofradía, cinco veces secular, se remonta a las postrimerías del siglo XV. Conquistada Málaga por los Ejércitos de los Reyes Católicos el 18 de agosto de 1487, sus propósitos subsiguientes fueron que los árabes habitantes de la ciudad se convirtieran al catolicismo. Trataron de atraerlos por todos los medios sin llegar a la fuerza, y para ello dispensáronles gracias especiales, muchas de las cuales aceptaron y en otras pusieron determinadas condiciones de las que había que dimanar la cofradía que historiamos. Así, pusieron como condición que las personas que instruirían a las mujeres musulmanas en la religión católica debían ser ciegos para que no pudiesen verlas. Los Reyes Católicos accedieron y entonces se le solicitó la cooperación de personas invidentes, quienes, patrocinados por los soberanos, fundaron la cofradía para realizar los intentos de conversión bajo la advocación del Santísimo Cristo de Ánimas de Ciegos. En un principio se estableció la Hermandad en una ermita edificada en lugar próximo al convento de la Victoria de los religiosos mínimos de san Francisco de Paula, hoy parroquia del mismo nombre. En aquel lugar se comenzó a venerar un lienzo de las benditas ánimas del Purgatorio. A mediados del siglo XVI, la cofradía abandonó la antigua ermita y se estableció en el convento de San Luis el Real de la Orden Franciscana. El 5 de marzo de 1649 la Hermandad encargó un hermoso crucifijo de talla al imaginero Pedro de Zayas, que conserva en la actualidad. Después de la exclaustración en 1835, se trasladó a la iglesia de la Concepción y, finalmente en 1895 a la de San Juan Bautista, donde reside hoy fusionada con las cofradías de Jesús de Azotes y Columna, Santa Vera+Cruz y el Santísimo Cristo de la Exaltación.
- Cofradía Santísimo Cristo de la Exaltación (fundada a mediados del siglo XVI)

Su historia se remonta a los últimos años del reinado de Felipe IV y desde sus principios tuvo como sede la parroquia de San Juan, aunque sus Reglas, las más antiguas de las que se tienen noticia, datan de 1710. El 12 de septiembre de 1731 pasa a tener capilla propia en esta iglesia, según legajo n.º 2585 folio 713-721 de la escribanía de  José Lucena Bermudo, capilla en la que hoy se encuentra; hasta esa fecha recibió culto en el arrimo izquierdo de la capilla de Nuestra Señora de la Soledad, hoy de los Dolores. Su fiesta principal se celebraba, como ahora, con gran fervor el día 14 de septiembre, día de la Exaltación de la Cruz. Esta cofradía ostenta el título de Real Hermandad por cédula otorgada por Isabel II en Aranjuez el 9 de mayo de 1863. El misterio procesional consta de cuatro figuras: Santísimo Cristo clavado en la Cruz y tres sayones elevando dicha cruz. Se fusionó con la de Azotes y Columna, Ánimas de Ciegos y Vera+Cruz en 1913.

Si nos referimos al trono del Santísmo de la Exaltación se comenzó a realizar en el año 1970. Fue realizado por Manuel Guzmán Berjano, tallista sevillano que en un principio realizó el trono para que procesionase el Stmo. Cristo de Ánimas de Ciegos que pertenece también a las Reales Cofradías Fusionadas.  En 1971 procesionó el Cristo de Ánimas de Ciegos en este trono pero, no sería hasta el Jueves Santo del año posterior cuando procesionaría el trono completamente terminado. Además, Nuestro Padre Jesús de Azotes y Columna también procesionó en este trono antes de que procesionase en el Stmo. Cristo  de la Exaltación, el cual empezó a procesionar en el en  el año 1987 hasta día de hoy. 

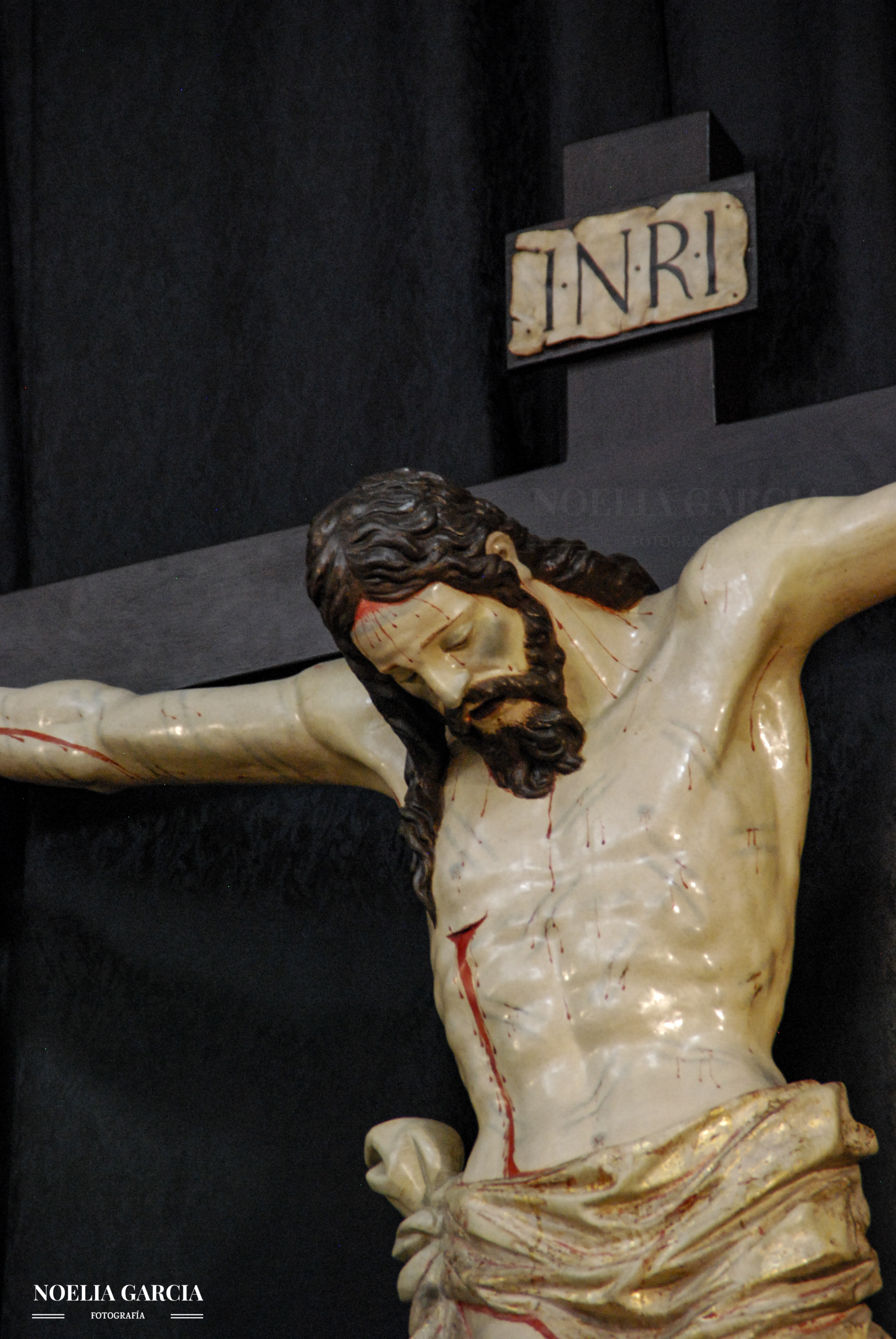
Cristo de Ánimas de Ciegos.

Esta obra responde al tipo de trono de bombo, similar en su estructura al conjunto de la Cofradía de la Sagrada Cena, si bien se observa que en la planta de estas andas procesionales no se dan los clásicos entrantes convexos, sino que en su lugar se sitúan unas estructuras cóncavas. Asimismo, cabe resaltar la resolución de las esquinas con unas ménsulas con los cantos lisos que se adaptan a la perfección al perfil del trono. La actual escenificación del grupo escultórico está conformada por tres sayones de Antonio Dubé de Luque realizados entre los años 1980 y 1982. Dos de ellos tiran de las cuerdas atadas al tronco horizontal de la cruz del Stmo. Cristo de la Exaltación, mientras que el otro personaje soporta el stipes con el hombro derecho.
Asimismo, se trata de un trono de proporciones medias, de seis varales y portado por 150 hombres de trono que visten túnica de tergal negra con cíngulo rojo y escudo de la hermandad bordado en rojo sobre el pecho y guantes blancos. La obra, que costó a las Reales Cofradías Fusionadas 225.000 pesetas de entonces, responde a la típica configuración que seguían los pasos sevillanos realizados en el taller de Bejarano. En él se aprecia la decoración típica bejarana a base de hojarasca calada, frutos y flores, molduras y ménsulas en los ángulos. Sin embargo, no comparte una de las mayores características del taller sevillano, puesto que los arbotantes fueron comprados inicialmente a la Hermandad de la Vera Cruz de Salteras. No sería hasta el año 2007 cuando fueron sustituidos por seis arbotantes (cuatro situados en las esquinas más dos centrales) diseñados por Juan Manuel Pulido.
En la misma línea, madera dorada y policromada compone el trono del Stmo. Cristo de la Exaltación, que incluye una serie de cartelas representativas de la Pasión del Señor, como es el caso del Santo Rostro de Jesús que quedó plasmado en el paño de la Mujer Verónica o la Flagelación.
Del mismo modo, el cajillo acoge cartelas con el escudo de las Reales Cofradías Fusionadas así como la representación de Santa Lucía con el plato con ojos, espada y palma, por ser la patrona de la Organización Nacional de Ciegos Españoles (ONCE), primer Hermano Mayor Honorario de nuestra Corporación Nazarena desde 1939. También aparece en el trono la Cruz de Malta y distintos símbolos pasionistas como los tres clavos o la columna.

## Imágenes
- El Santísimo Cristo de la  Vera+Cruz y Sangre es obra anónima del siglo XVI, reconstruida en 1991 por Óscar San José; fue restaurada por Juan Manuel Miñarro en 2011-12, durante 10 meses.
- El Santísimo Cristo de Ánimas de Ciegos lo talló Pedro de Zayas en 1649.
- Jesús de Azotes y Columna, obra anónima del siglo XVIII, modificada por Mario Palma en el siglo XX. Restaurada en 2005 por Miñarro, quien la atribuyó a Andrés de Carvajal; va acompañado en el trono por un grupo escultórico formado por 2 sayones que flagelan, 1 soldado romano y 1 centurión, obras de Juan Vega (2012).
- El Santísimo Cristo de la Exaltación fue hecho por Francisco Buiza en 1982; el grupo escultórico es de Antonio Dubé de Luque.
- La Virgen de Lágrimas y Favores es tallada por este último escultor en 1982, quien la restauró en 2002.
- La Virgen del Mayor Dolor y San Juan Evangelista fueron hechas también por Dubé de Luque en 1980, restaurados en 2007 por dicho autor

## Tronos
- El de Azotes de García Díaz (2012) con orfebrería de Aragón y Pineda.
- El de Exaltación de Guzmán Bejerano (1970).
- El de Ánimas, diseñado por Jesús Castellanos y tallado por Antonio Íbanez y García Díaz (1996).
- Trono del Mayor Dolor de Manuel de los Ríos (1978), bordados del manto de las Trinitarias (1968) y los bordados del palio de José Miguel Moreno (2007-2010).

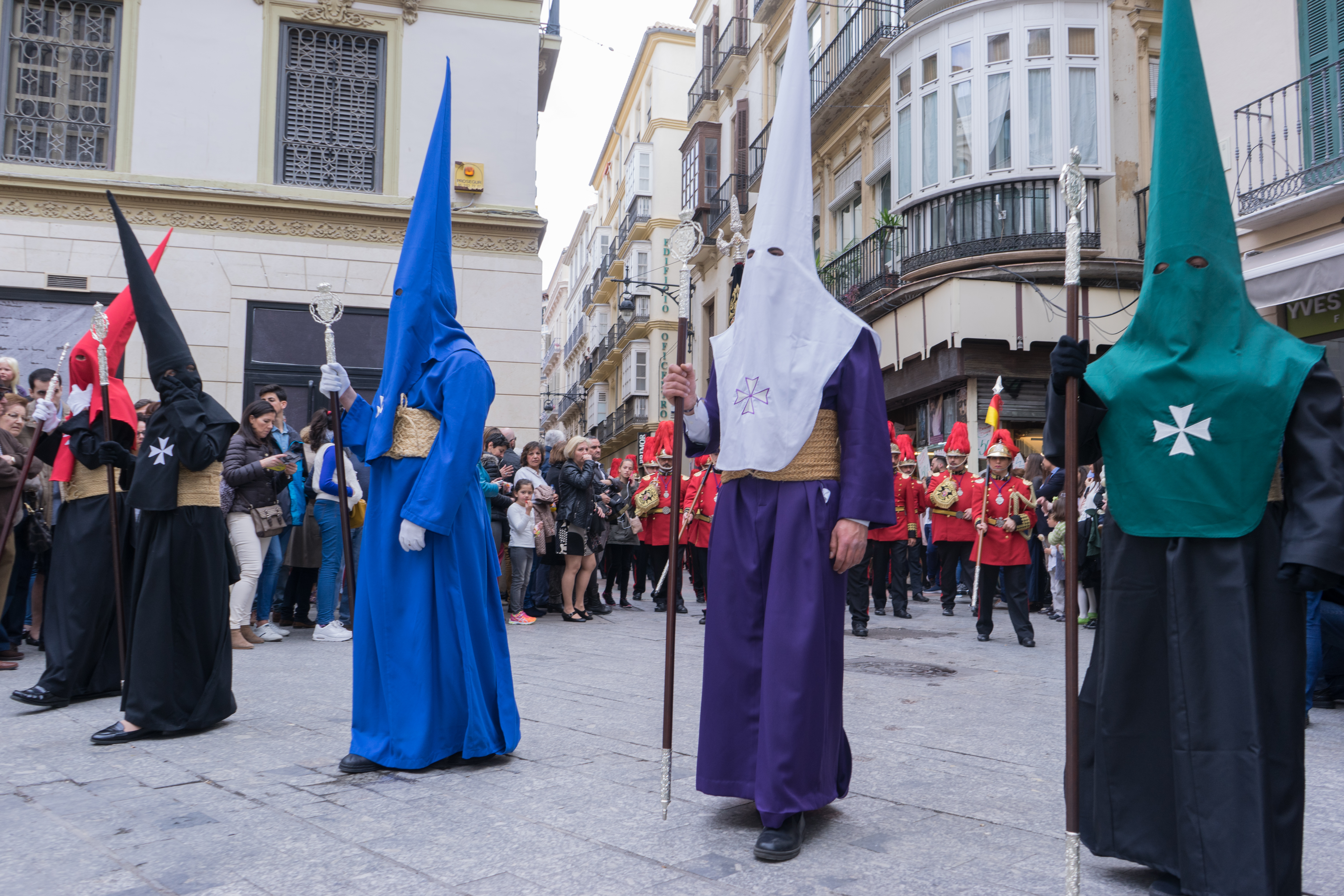
Nazarenos de las 5 secciones de la cofradía.

## Marchas dedicadas
Banda de Música:
- Vera Cruz, Rafael Hernández Moreno (s/f)
- Nuestro Padre Jesús de Azotes y Columna, Rafael Hernández Moreno (s/f)
- Virgen del Mayor Dolor, Perfecto Artola Prats (1983)
- Vera+Cruz y Lágrimas, Perfecto Artola Prats (1990)
- Ánimas de Ciegos, Perfecto Artola Prats (1990)
- Fusionadas de San Juan, Perfecto Artola Prats (1990)
- Azotes y Columna, Miguel Pérez Díaz (1993)
- Vera+Cruz de Madrugá, Miguel Pérez Díaz (1995)
- Del Mayor Dolor te llaman, Germán San Antonio Vega (s/f)
- Lucas 2, 35, Miguel Pérez Díaz (2009)
- Te espero en el cielo, Juan José de Ramón Biedma (2010)
- Capilla para Vera Cruz, José Antonio Domínguez Banderas (2013)
- Cofrade del Mayor Dolor, José Antonio Domínguez Banderas (2014)
- Lacrimas et Matrem, José Luís Pérez Zambrana (2015)
- Azotes y Columna, Javier Miranda Medina (2019)
- El Mayor Dolor, Tomás Jesús Ocaña González (2020)
- Mateo 2, 13, Miguel Pérez Díaz (2020)

Cornetas y Tambores:
- La Virgen del Mayor Dolor, Alberto Escámez (1924)
- Exaltación, José Jurado (1997)
- Ánimas de Ciegos, Miguel Ángel Gálvez y David Pérez (1999)
- Fusionadas, Miguel Ángel Gálvez (2001)
- Flagelado en su Columna, José García Marín (2007)
- En cuerpo y alma, Pablo Peñaranda (2008)
- Exaltatum, Fernando Jiménez (2012)
- Exaltado en San Juan, Sergio Larrinaga (2013)
- Oh, Cruz fiel, Miguel Ángel Gálvez (2013)
- Amarrado a la Columna, Francisco Guzmán (2014)
- Mayor Dolor, Adrián Ramos (2014)

Agrupación Musical:
- Azotes, Emilio Muñoz (2012)
- Azotes en tu Pasión, Alejandro Gómez (2014)
- Camino a tu encuentro, Adrián Ramos Contreras (2018)
- Azotado en San Juan, Manuel Alejandro González Cruz (2019)
- Flagrum, José Manuel Sánchez Crespillo (2021)
- La paz de tu mirada, F. Javier Cebrero Arias (2023)

## Recorrido Oficial
| Predecesor: Pollinica | Orden de entrada en el Recorrido Oficial (Domingo de Ramos) 2º lugar | Sucesor: Dulce Nombre |

| Predecesor: Salesianos | Orden de entrada en el Recorrido Oficial (Miércoles Santo) 3.er lugar | Sucesor: La Paloma |

| Predecesor: Viñeros | Orden de entrada en el Recorrido Oficial (Jueves Santo) 4º lugar | Sucesor: Zamarrilla |